# فيكاراتسي
فيكاراتسي (بالإيطالية: Ficarazzi)‏ هي بلدية في مقاطعة باليرمو في صقلية الإيطالية.

## السكان
في سنة 1861 بلغ عدد السكان 1٬473 نسمة، وتطور العدد ليصل في سنة 2011 لـ 11٬484 نسمة.
يظهر هذا المخطط البياني تطور النمو السكاني لـ فيكاراتسي